# Sermone dell'Addio
Il sermone dell'Addio (in arabo ﺧﻄﺒـة ﻓﻲ ﺣﺠـة ﺍﻟﻮﺩﺍﻉ‎?, Khuṭba fī ḥajjat al-wadāʿ) fu un discorso che il profeta dell'Islam Maometto rivolse agli oltre 100.000 musulmani da lui convocati perché partecipassero insieme al rito del Pellegrinaggio maggiore (Ḥajj) il 2 febbraio del 632, equivalente al 5 Dhū l-Qaʿda del 10 E..
Dal Monte Arafat, dopo il wuqūf (stazione) e dopo la salat al-zuhr (preghiera del mezzodì), egli - secondo la versione fornitaci da Ibn Isḥāq nella al-Sīra al-nabawiyya e tradotta da Leone Caetani nei suoi Annali dell'Islām - disse:
O gente! Ascoltate le mie parole, perché io non so, se v'incontrerò mai di nuovo dopo questo anno in questa ricorrenza.

O gente! Il vostro sangue e i vostri beni devono esservi sacri (ḥarām), finché incontrerete il vostro Signore, sacri come sono sacri questo vostro giorno e questo vostro mese, perché un giorno dovrete incontrare il vostro Signore, il quale v'interrogherà sulle vostre opere.
Ora io ho compiuto la mia missione. Chi ha in consegna beni affidati alla sua custodia, li restituisca a chi glieli ha consegnati. Tutti gli interessi sui capitali dati in prestito sono soppressi, ma il capitale rimane come debito, né dovete commettere alcuna ingiustizia: allora non avrete a soffrirne alcuna. Dio ha stabilito che nessun interesse debba essere più pagato, e tutti gli interessi dovuti ad ʿAbbās b. ʿAbd al-Muṭṭalib sono perenti e nulli. Del pari sono annullate tutte le vendette di sangue del tempo della barbarie (Jāhiliyya): la prima vendetta di sangue che io annullo fra voi è quella di Rabīʿa b. al-Ḥārith b. ʿAbd al-Muṭṭalib. 

E in seguito: 

Gente! Satana ha perduto oramai ogni speranza di essere mai più adorato in questo vostro paese; se però taluni gli obbediscono in altre cose oltre a questo, allora egli rimane pur soddisfatto con le vostre azioni malvagie: perciò state in guardia contro di lui per la vostra religione. 

O gente! Il Nasīʾ è pure un atto di miscredenza, con il quale cadono in errore i miscredenti, dichiarando sacro un mese in un anno, e in un altro anno dichiarandolo libero: con la pretesa di uguagliare ciò che Dio ha consacrato, desecralizzano quello che Dio ha consacrato, e consacrano quello che Dio ha lasciato libero. Il tempo ha compiuto il suo giro, ritornando come era nel giorno, in cui Dio creò i cieli e la terra: il numero dei mesi presso Dio è dodici, dei quali quattro sono sacri: tre di essi si susseguono (Dhū l-Qaʿda, Dhū l-Ḥijja e Muḥarram, il quarto) Rajab di Muḍar sta fra i due Jumādā, e poi v'è Shaʿbān.
 
E in seguito:

O gente! Voi avete diritti sulle vostre donne, ma anch'esse hanno diritti su di voi. Voi avete diritto di esigere da loro, che nessuno, che a voi non piace, prema il vostro giaciglio, e che esse non abbiano a commettere alcuna azione manifestamente sconveniente. Se esse pur lo fanno, Dio vi concede di tenerle lontane dal vostro giaciglio e di punirle con moderazione: se però esse si astengono da ciò, voi dovete a loro, in conveniente misura, e vitto e vestiario. Trattate bene le donne, perché sono le vostre ausiliarie o per loro stesse nulla possono possedere. Voi le dovete prendere come beni affidati da Dio alla vostra custodia, e giusta le parole di Dio vi è permesso di giacere con esse. Meditate bene, o gente!, le mie parole, perché io ho compiuta la mia missione e ho lasciato fra voi quello che basta, affinché voi, se ad esso vi attenete, non possiate mai cadere in errore; vi lascio cioè un ordine chiaro e manifesto, il Libro di Dio, e l'esempio del suo Profeta (sunna nabiyyihi). 

Gente! Ascoltate le mie parole e meditatele bene: sappiate che ogni musulmano è fratello di ogni altro 
musulmano: tutti i musulmani sono fratelli: a nessuno è permesso di prendere al fratello ciò che egli non ha dato con buona volontà: non commettete veruna ingiustizia a vostro danno. Dio! Non ho forse compiuto la mia missione?»»
(II, pp. 366-367)
Al che gli astanti risposero in coro:

«O Dio! Sì!»
al che Maometto soggiunse:

«Dio! Siine testimonio!»